# James White (cestista)
James William White IV (Washington, 21 ottobre 1982) è un ex cestista statunitense, professionista nella NBA.

## Caratteristiche tecniche
James White è un'ala piccola puramente offensiva, molto tecnica e soprattutto atletica.
All'occorrenza può essere utilizzato come swingman (guardia/ala), ma solo in fase di attacco poiché non è un gran difensore, quindi si adatta più al ruolo secondario di guardia tiratrice.
Essendo dotato di un fisico longilineo raggiunge abbastanza agevolmente il ferro, e la sua dote principale risiede nell'incredibile elevazione.
White infatti è famoso per le sue schiacciate molto spettacolari, anche se non dispone di un gran repertorio.
Il giocatore del Maryland infatti è uno dei pochi in grado di eseguire schiacciate free throw line (ossia dalla linea del tiro libero), con anche le varianti windmill e between the legs.
Tuttavia durante le partite è molto difficile vederglielo fare, a meno che non giochi in transizione, fase nella quale è molto prolifico.
Le altre sue giocate top sono la penetrazione in isolamento, dove punta il difensore e cerca di saltarlo con un ankle breaker, oppure i tiri dall'arco che realizza dopo gli scarichi dei playmaker; è inoltre un eccellente attaccante in post basso e post medio, dove è sempre in grado di tirare sulla testa degli avversari con buona morbidezza di tocco.
Ha anche un'ottima visione di gioco, infatti sovente riceve assist per segnare in alley-oop.
Tra i punti deboli, come detto, la difesa sia perimetrale che in post; non è inoltre un tiratore puro dall'arco, seppur abbia migliorato molto il proprio tiro nel corso degli anni.

## Carriera
Durante il suo percorso al college fece già intravedere le sue notevoli capacità atletiche: basti semplicemente pensare che le partite dei Cincinnati Bearcats iniziavano due ore prima, ovvero quando c'era il riscaldamento, cioè quando James White iniziava con poderose schiacciate dalla linea del tiro libero, sua specialità, o con delle reverse dunk che infiammavano la folla. 
Nei primi anni di carriera da cestista professionista resta negli U.S.A. dove gioca dal 2006 sino al 2009, con la parentesi di una stagione in Turchia.
Nel 2006 viene scelto nel draft NBA dalla franchigia NBA dei San Antonio Spurs; nel dicembre dello stesso anno viene dato agli Austin Toros della D-League.
Nel 2007 ritorna ai San Antonio Spurs con cui gioca in NBA e vince il titolo.

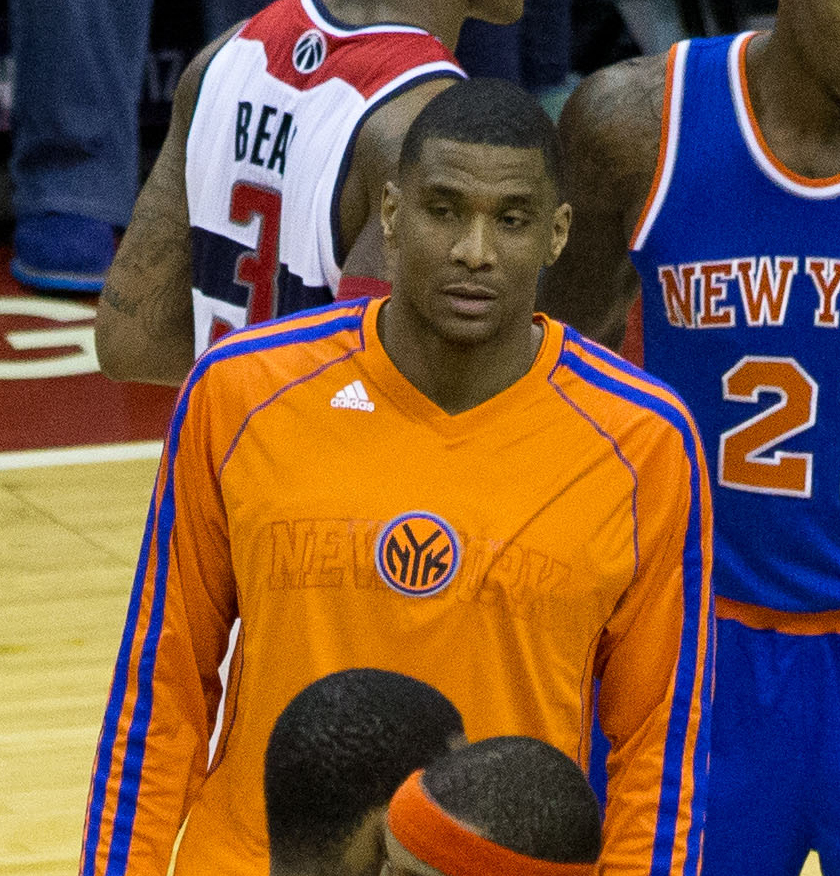
James White nel marzo 2013 con la maglia dei New York Knicks.

La stagione 2007-08 la disputa nella Türkiye 1. Basketbol Ligi con la maglia del Fenerbahçe.
Nell'estate del 2008 ritorna negli U.S.A. indossando la canotta degli Anaheim Arsenal in D-League.
Nel 2009 passa alla franchigia NBA degli Houston Rockets dove resta sino alla fine della stagione.
La stagione 2009-2010 la disputa nel Campionato russo con lo Spartak San Pietroburgo.
Nell'estate del 2010 si trasferisce in Italia nella Serie A giocando con Sassari.
Nella squadra isolana disputa una stagione da record, tanto che soprattutto grazie alle sue performance i sardi raggiungono i playoff scudetto al primo tentativo nella loro storia.
Tuttavia il suo ingaggio risulta difficile per una squadra che per l'ennesima volta rischia la scomparsa, e la Dinamo è costretta a rinunciare al suo trascinatore, poi sostituito con Quinton Hosley.
Nell'estate White intrattiene trattative con diversi club, fra cui spiccano Virtus Bologna e Olympiacos ma alla fine Pesaro riesce nel suo terzo colpo sul mercato estivo, andando a costituire la triade a stelle e strisce Hickman, Jones, White.
Dopo un'altra stagione da protagonista in Lega A (questa volta con la Scavolini Pesaro), nel luglio 2012 il procuratore Daniel Curtin annuncia l'ingaggio di James White da parte della franchigia NBA dei New York Knicks.
Il contratto ha validità di un anno per un compenso di 1,4 milioni di dollari.
Anche se poco utilizzato in stagione, viene selezionato per lo Slam Dunk Contest NBA 2013.
Il 20 settembre 2013 torna in Italia nella Lega A tra le file della Grissin Bon Reggio Emilia per la stagione 2013-14. In quest'annata, vince l'EuroChallenge con la squadra emiliana.
Per la stagione 2014-15 trova l'accordo con l'Unics Kazan'.
Il 19 novembre 2017 si aggrega nuovamente alla Pallacanestro Reggiana, per un periodo di prova della durata di 15 giorni con opzione per l'intera stagione. Il 27 novembre, la Pallacanestro Reggiana comunica di aver esercitato il diritto di opzione su White per tutta la stagione 2017-18.
Il 17 luglio 2018 firma per la Benedetto XIV Cento, squadra che milita nella Serie A2. Nel dicembre 2019 si accasa alla Virtus Roma.

## Statistiche

### College
| Anno      | Squadra             | PG  | PT | MP   | TC%  | 3P%  | TL%  | RP  | AP  | PRP | SP  | PP   |
| --------- | ------------------- | --- | -- | ---- | ---- | ---- | ---- | --- | --- | --- | --- | ---- |
| 2001-2002 | Florida Gators      | 30  | 2  | 20,5 | 42,0 | 29,0 | 50,0 | 2,9 | 1,7 | 0,9 | 0,6 | 6,1  |
| 2003-2004 | Cincinnati Bearcats | 27  | 22 | 25,1 | 38,4 | 23,8 | 80,3 | 4,0 | 3,6 | 0,9 | 0,7 | 7,9  |
| 2004-2005 | Cincinnati Bearcats | 33  | 30 | 28,5 | 44,3 | 38,3 | 79,8 | 4,8 | 3,1 | 0,9 | 0,4 | 10,2 |
| 2005-2006 | Cincinnati Bearcats | 33  | 33 | 33,5 | 48,8 | 37,4 | 83,8 | 5,1 | 2,0 | 1,1 | 0,8 | 16,3 |
| Carriera  | Carriera            | 123 | 87 | 27,1 | 44,4 | 33,6 | 78,4 | 4,2 | 2,6 | 1,0 | 0,4 | 10,3 |

### NBA

#### Regular Season
| Anno       | Squadra           | PG | PT | MP   | TC%  | 3P%  | TL%  | RP  | AP  | PRP | SP  | PP  |
| ---------- | ----------------- | -- | -- | ---- | ---- | ---- | ---- | --- | --- | --- | --- | --- |
| 2006-2007† | San Antonio Spurs | 6  | 2  | 22,8 | 43,9 | 28,6 | 80,0 | 3,3 | 0,8 | 0,5 | 0,2 | 8,3 |
| 2008-2009  | Houston Rockets   | 4  | 0  | 2,8  | 60,0 | 50,0 | -    | 0,0 | 0,3 | 0,3 | 0,3 | 1,8 |
| 2012-2013  | N.Y. Knicks       | 57 | 16 | 7,6  | 43,1 | 34,1 | 57,9 | 0,8 | 0,5 | 0,2 | 0,1 | 2,2 |
| Carriera   | Carriera          | 67 | 18 | 8,7  | 43,8 | 34,0 | 67,6 | 1,0 | 0,5 | 0,3 | 0,1 | 2,7 |

#### Playoffs
| Anno     | Squadra         | PG | PT | MP  | TC%  | 3P%  | TL% | RP  | AP  | PRP | SP  | PP  |
| -------- | --------------- | -- | -- | --- | ---- | ---- | --- | --- | --- | --- | --- | --- |
| 2009     | Houston Rockets | 5  | 0  | 2,4 | 33,3 | 50,0 | -   | 0,2 | 0,0 | 0,0 | 0,0 | 1,4 |
| 2013     | N.Y. Knicks     | 4  | 0  | 2,3 | 50,0 | 0,0  | -   | 0,5 | 0,0 | 0,0 | 0,0 | 1,0 |
| Carriera | Carriera        | 9  | 0  | 2,3 | 38,5 | 25,0 | -   | 0,3 | 0,0 | 0,0 | 0,0 | 1,2 |

### Eurolega
| Anno      | Squadra         | PG | PT | MP   | TC%  | 3P%  | TL%  | RP  | AP  | PRP | SP  | PP   |
| --------- | --------------- | -- | -- | ---- | ---- | ---- | ---- | --- | --- | --- | --- | ---- |
| 2007-2008 | Fenerbahçe      | 21 | 11 | 19,7 | 51,5 | 37,1 | 76,5 | 2,9 | 1,0 | 0,6 | 0,2 | 6,8  |
| 2014-2015 | UNICS Kazan'    | 10 | 9  | 27,8 | 46,7 | 32,0 | 84,6 | 4,9 | 0,7 | 0,7 | 0,3 | 10,0 |
| 2015-2016 | Cedevita Junior | 24 | 24 | 28,3 | 52,8 | 29,8 | 80,4 | 4,5 | 1,9 | 0,8 | 0,1 | 9,4  |
| Carriera  | Carriera        | 55 | 44 | 25,0 | 48,3 | 32,7 | 80,2 | 4,0 | 1,3 | 0,7 | 0,2 | 8,5  |

## Palmarès

### Squadra

#### Competizioni nazionali
- Campionato NBA: 1

San Antonio Spurs: 2007
- Campionato turco: 1

Fenerbahçe Ülker: 2007-08
- Coppa del Presidente: 1

Fenerbahçe Ülker: 2008
- Campionato croato: 1

Cedevita Zagabria: 2015-16
- Coppa di Croazia: 1

Cedevita Zagabria: 2016
Campionato iraniano maschile: 1
Petrochimi Bandar Imam BC: 2016-17

#### Competizioni internazionali
- EuroChallenge: 1

Pallacanestro Reggiana: 2013-14

### Individuale
- McDonald's All-American Game: 1

2001
- All-NBDL Second Team: 1

Anaheim Arsenal: 2009
- Miglior marcatore della Serie A: 1

Dinamo Sassari: 2010-11